# 1819 en droit
Cet article présente les faits marquants de l'année 1819 en droit.

## Événements

### Juillet
- 14 juillet : en France, vote d'une loi abolissant le droit d'aubaine.

## Décès
- 13 août : Heinrich Joseph Watteroth, juriste autrichien, professeur à l'université de Vienne, né le 17 novembre 1756.